# Constantin Z. Vasiliu
Constantin Z. („Piki”) Vasiliu (n. 16 mai 1882 Focșani – d. 1 iunie 1946) a fost un general român, comandant al Jandarmeriei Române (12 septembrie 1940 - 23 August 1944) și Subsecretar de Stat la Ministerul de Interne (3 ianuarie 1942 - 23 august 1944).
Pentru crime de război și alte capete de acuzare, Constantin Vasiliu a fost judecat, degradat și condamnat de către Tribunalul Poporului de 4 ori la moarte și de 4 ori la 20 ani detenție riguroasă. A fost executat prin împușcare la Penitenciarul Jilava la 1 iunie 1946.

## Biografie
Constantin („Piki”) Z. Vasiliu s-a născut la Focșani la 16 mai 1882 ca fiu al generalului Zamfir Vasiliu, erou al Războiului de Independență.
Între 1901-1903 a urmat Școala de Ofițeri de Infanterie și Cavalerie din București, apoi,  Școala Specială de Cavalerie din Tîrgoviște (1904-1906), unde se împrietenește cu Ion Antonescu.
În perioada septembrie 1938 - septembrie 1940, Vasiliu a fost primar al orașului Craiova. În 1939 Vasiliu a intrat în posesia a 30% din acțiunile complexului „Industria Textilă Lugoj”.
Generalul de divizie Constantin Z. Vasiliu a fost numit pe 3 ianuarie 1942 în funcția de subsecretar de stat la Ministerul Afacerilor Interne în guvernul Ion Antonescu (3), continuând să păstreze comanda Inspectoratului General al Jandarmeriei.

## Participarea laAl II-lea Război Mondial

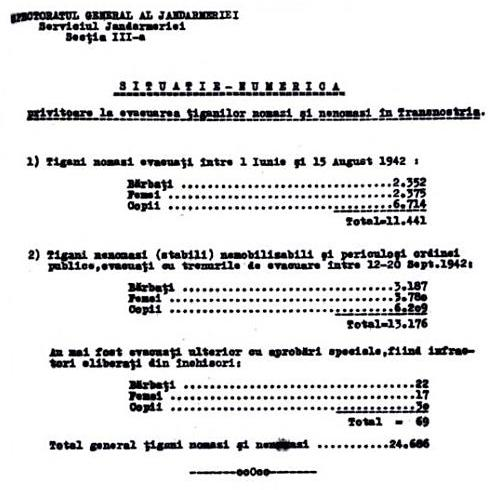
Inspectoratului Jandarmeriei: „Situația-Numerică privitoare la evacuarea țiganilor nomazi și nenomazi în Transnistria” (între 1 iunie și 15 august 1942).

Ca executant al politicii Guvernului Antonescu de purificare etnică, Constantin Vasiliu a fost implicat direct în deportarea și masacrarea evreilor și romilor. La ordinul lui Ion Antonescu, care a întrevăzut prăbușirea indubitabilă a Germaniei naziste, la 14 octombrie 1942, Vasiliu a dat  tuturor inspectoratelor și legiunilor de jandarmi ordin de încetare a evacuărilor către Transnistria și chiar a ordonat jandarmilor (la 31 decembrie) să asigure în secret tranzitul țării spre Palestina a unui tren special cu 500 de copii evrei refugiați din Budapesta.
În 1945, Vasiliu a făcut parte din grupa de foști lideri ai guvernului Antonescu care au fost arestați de Armata Roșie și duși la Moscova pentru a fi anchetați.
Aflat în detenție în URSS, Vasiliu a descoperit tentativa de sinucidere a mareșalului Antonescu și l-a salvat de la moarte.

## Procesul și execuția
Retrimis în România, Vasiliu a fost dat în judecata Tribunalului Poporului din București pentru crime de război și alte capete de acuzare. În apărarea sa, Vasiliu a declarat printre altele că a avut prieteni evrei și că le-a luat, adesea, apărarea.
La 18 septembrie 1942, generalul Vasiliu cerea Președinției Consiliului de Miniștri „să facă distincție între familiile de țigani-nomazi care luptă pe front și marea masă a celorlalți”, propunând să li se ofere în Transnistria pământ, casă, posibilități de trai și de muncă. Prin Ordinul Circular secret nr. 42383 din 25 septembrie 1942, Vasiliu a indicat ce categorii de țigani se vor evacua în Transnistria: „recidiviști, infractori pentru crime, pungași, borfași, hoți, nomazi și asta doar dacă sunt nemobilizabili”. În Consiliul de Miniștri din 16 noiembrie 1943, mareșalul Antonescu, referindu-se la hoți, îi reproșa generalului Vasiliu că îi ocrotește pe țigani. Pe 31 ianuarie 1944, Serviciul Special de Informații român, semnalează guvernului indignarea oficialităților germane în urma unui raport al SS-ului către von Killinger, intitulat „Dovezi inedite asupra protecției și ajutorului de care dl. general Picki Vasiliu o dă jidovilor”.
Generalul de corp de armată Constantin Z. Vasiliu a fost trecut din oficiu în poziția de retragere, alături de mareșalul Antonescu și de alți comandanți militari cu rang înalt ai regimului antonescian, care au fost acuzați că „prin activitatea lor în funcțiunile sau comenzile ce au avut, au sprijinit conducerea politico-militară a Mareșalului Antonescu Ioan, contribuind astfel la dezastrul Armatei”, prin decretul nr. 312 din 6 februarie 1945.
Colonelul E. Ionescu, unul dintre colaboratorii la Actul de la 23 august  a afirmat despre generalul Vasiliu că este „cel mai periculos inamic".
În timpul procesului, generalul Vasiliu a beneficiat de mărturia favorabilă a lui W.Filderman.
Generalul Vasiliu a fost condamnat de către Tribunalul Poporului de 4 ori la moarte pentru crime de război și alte capete de acuzare și de 4 ori la 20 ani detenție riguroasă. A fost executat prin împușcare la Penitenciarul Jilava la 1 iunie 1946 ora 18,15.

## Legături externe
- Execuția generalului Constantin „Piki” Vasiliu Arhivat în 17 aprilie 2011, la Wayback Machine.